# Bonnac-la-Côte
Bonnac-la-Côte è un comune francese di 1 556 abitanti situato nel dipartimento dell'Alta Vienne nella regione della Nuova Aquitania.

## Società

### Evoluzione demografica
Abitanti censiti